# Confusion (Electric Light Orchestra)
Confusion è un singolo del gruppo musicale britannico Electric Light Orchestra, pubblicato nel 1979 ed estratto dall'album Discovery.

## Tracce
- 7" (UK)

1. Confusion
2. Last Train to London

- 7" (USA)

1. Confusion
2. Poker

## Formazione
- Jeff Lynne – voce, cori, chitarra acustica a 12 corde, vocoder
- Bev Bevan – batteria, percussioni, cori
- Richard Tandy – piano, synth
- Kelly Groucutt – basso, cori